# Polioptila albiloris
Polioptila albiloris là một loài chim trong họ Polioptilidae.